# Густав Суйтс
Густав Суйтс (ест. Gustav Suits; *18 (30) листопада 1883, Винну, Тартумаа Ліфляндська губернія — †23 травня 1956, Стокгольм) — один з найвизначніших естонських поетів, один з перших лідерів літературного руху групи «Молода Естонія» (Noor-Eesti). Член Союзу письменників Естонії.

## Дитинство та освіта
Суйтс народився у повіті Вьонну в сім'ї вчителя. Навчався в Виннуській сільській школі. В 1895 році Суйтс переїхав до Тарту, Естонія, щоб навчатися в Александерській гімназії, яку закінчив у 1904 році із золотою медаллю. Суйтсу так сподобалось це гамірне студентське містечко та його інтелектуальні центри, що він вирішив стати частиною його літературних кіл. До віку 16 років газета «Новий час» (Uus Aeg) опублікувала його перше критичне есе. В 1899 році ця ж газета опублікувала його першу поему «Водяні лілії». Після гімназії Суйтс поступив в Тартуський університет, але провчився там лише один семестр і перевівся в університет Гельсінкі. У 1910 році закінчив його зі ступенем кандидата, а потім став магістром.
У 1921—1944 роках Густав Суйтс був професором загальної та естонської літератури Тартуського університету. Виступав проти фашизму. У 1944 році емігрував у Фінляндію, потім в Швецію.

## Літературна кар'єра
Влітку 1901 року Суйтс почав приватно викладати німецьку та французьку мови. Того ж року він заснував літературний гурток «Друзі літератури» (Kirjanduse Sõbrad), до групи входив Антон Хансен Таммсааре, який став найбільшим новелістом Естонії. Гурток видавав журнал, що називався «Промені» (Kiired).
Між 1905 і 1916 роком Суйтс був тісно пов'язаний з естонським літературним рухом відомим як «Молода Естонія». В ці роки «Молода Естонія» була активною в громадському житті, привносила європейські тенденції до естонської літератури та впливала на європейську літературу естонськими стилями. Між 1917 та 1919 роками Суйтс вів політичну діяльність як член Естонської соціал-революційної партії.

## Смерть
1956 року Суйтс пережив серйозну хворобу та помер. Він похований на стокгольмському лісовому цвинтарі.

## Нагороди
- Орден Білої зірки